# Tom Hooper
Tom Hooper (Londen, 1 oktober 1972) is een Brits televisie- en filmregisseur. In 2011 won hij de Oscar als beste regisseur voor de film The King's Speech.

## Biografie
Hooper startte in Groot-Brittannië zijn carrière als regisseur voor televisie. Hij regisseerde onder meer afleveringen van Quayside, EastEnders, Cold Feet en Byker Grove. In het begin van de jaren 2000 regisseerde hij voor de BBC de dramareeksen Love in a Cold Climate en Daniel Deronda en in 2003 werkte hij aan de ITV-serie Prime Suspect met Helen Mirren.
In 2004 regisseerde hij zijn eerste langspeelfilm, Red Dust, een Brits-Zuid-Afrikaanse film met in de hoofdrol Hilary Swank. In 2005 werkte hij opnieuw samen met Helen Mirren toen zij hem vroeg om de HBO-miniserie Elizabeth I te regisseren. Hiervoor won hij in 2006 zijn eerste Emmy Award. Twee jaar later won hij de prijs een tweede keer voor de serie John Adams, die hij eveneens geregisseerd had voor HBO.
In 2007 regisseerde hij voor Channel 4 de televisiefilm Longford. De film won onder meer drie Golden Globes en een BAFTA Award. In 2008 regisseerde hij zijn tweede langspeelfilm, The Damned United met in de hoofdrol Michael Sheen en kwam in 2009 in de zalen. Het grote succes kwam er met zijn derde langspeelfilm, The King's Speech, met in de hoofdrol Colin Firth. De film won tijdens de 83ste Oscaruitreiking vier Oscars, voor beste mannelijke hoofdrol (Colin Firth), voor beste origineel script (David Seidler) en twee Oscars die hij zelf mocht ontvangen, voor beste film en als beste regisseur.
In de Verenigde Staten verscheen in december 2012 de nieuwste film van Hooper, Les Misérables, naar de musical Les Misérables van Alain Boublil, Claude-Michel Schönberg en Herbert Kretzmer, die op zijn beurt gebaseerd is op de roman Les Misérables van Victor Hugo. De film is in januari 2013 in Europa verschenen.

## Filmografie
| Jaar      | Film/serie             |
| --------- | ---------------------- |
| 1992      | Painted Faces          |
| 1997      | Quayside               |
| 1997      | Byker Grove            |
| 1998–2000 | EastEnders             |
| 1999      | Cold Feet              |
| 2001      | Love in a Cold Climate |
| 2002      | Daniel Deronda         |
| 2003      | Prime Suspect          |
| 2004      | Red Dust               |
| 2005      | Elizabeth I            |
| 2006      | Longford               |
| 2008      | John Adams             |
| 2009      | The Damned United      |
| 2010      | The King's Speech      |
| 2012      | Les Misérables         |
| 2015      | The Danish Girl        |
| 2019      | Cats                   |